# Podgorica Direwolves
I Podgorica Direwolves sono una squadra di football americano di Podgorica, in Montenegro .

## Dettaglio stagioni

### Tornei nazionali

#### Campionato
| Stagione | regular season | regular season | regular season | regular season | regular season | regular season | playoff | playoff | playoff | playoff | playoff | playoff   | playoff        |
|          | Vin            | Par            | Per            | Tot            | PF             | PS             | Vin     | Per     | Tot     | PF      | PS      | risultato | avversaria     |
| -------- | -------------- | -------------- | -------------- | -------------- | -------------- | -------------- | ------- | ------- | ------- | ------- | ------- | --------- | -------------- |
| 2015     | 5              | 0              | 1              | 6              | 144            | 115            | 0       | 1       | 1       | 30      | 42      | MonteBowl | Budva Whackers |
| Totale   | 2              | 0              | 4              | 6              | 100            | 134            | -       | -       | -       | -       | -       |           |                |

Fonti: Enciclopedia del Football - A cura di Roberto Mezzetti

### Riepilogo fasi finali disputate
| Anno              | Luogo | Evento                                        | Fase del torneo | Incontro                              | Risultato |
| 26 settembre 2015 |       | Campionato montenegrino di football americano | MonteBowl       | Budva Whackers - Podgorica Direwolves | 42 - 30   |